# Alevtina Kolcina
Alevtina Kolcina (n. 11 noiembrie 1930, Pavlovski⁠(d), Ochyorsky District⁠(d), RSFS Rusă, URSS – d. 1 martie 2022, Otepää, Regiunea Valga, Estonia) a fost o schioară de fond ce a reprezentat Uniunea Republicilor Sovietice Socialiste, medaliată olimpică. A participat la 4 ediții ale Jocurilor Olimpice (1956, 1960, 1964, 1968) în care a câștigat o medalie de argint.